# Herzogtum Geldern
Das Herzogtum Geldern war ein historisches Territorium des Heiligen Römischen Reiches im Niederrheinisch-Westfälischen Reichskreis.

## Geografie
Das Herzogtum Geldern grenzte im Norden und Westen an das Hochstift Utrecht, im Osten an das Hochstift Münster, das Kurfürstentum Köln sowie die Herzogtümer Kleve und Jülich und im Süden an das Herzogtum Brabant, im Westen an die Grafschaft Holland.
Das Herzogtum bestand im Wesentlichen aus dem Quartier Roermond (dem Oberquartier), in dem auch die Stadt Geldern liegt (weitere Städte: Erkelenz, Goch, Nieuwstad, Venlo, Straelen), Viersen und den drei Niederquartieren Arnhem (Veluwe; Unterstädte: Elburg, Harderwijk, Hattem, Wageningen), Nijmegen (Betuwe; Unterstädte: Gendt, Maasbommel, Tiel, Zaltbommel) und Zutphen (Unterstädte: Doesburg, Doetinchem, Groenlo, Lochem). Das Oberquartier am Niederrhein zu beiden Seiten der Maas war räumlich von den drei übrigen Gebieten im Südosten der Niederlande an IJssel und Waal getrennt.
Die heutige Provinz Gelderland in den Niederlanden deckt die drei vorgenannten Niederquartiere des ehemaligen Territoriums ab.
Das Herzogtum ist nach der Stadt Geldern im Kreis Kleve, Nordrhein-Westfalen benannt.

## Geschichte

### Territoriale Entwicklung der Grafschaft und des Herzogtums bis 1815

#### Erste Phase bis etwa 1230
Zu der ersten Gerechtsame um 1021, dem Reichslehen für das Gebiet von Wassenberg, kamen zusätzliche Allodialbesitzungen um Wassenberg und an der mittleren Maas hinzu. 1054 wurde den Wassenbergern erstmals das Lehen für den Hattuaria-Gau am Niederrhein vom Kölner Erzbischof Hermann II. erteilt, wodurch sie im Territorialbereich um Geldern aktiv wurden. Danach wurden in der zweiten Hälfte des 11. Jahrhunderts die direkten Reichslehen mit Grafschaftsrechten für die Wetterau bei Styrum, im Hamaland bei Elten, in Westfalen bei Vreden und dem Reichswald bei Kleve erweitert.
Mit diesen Erweiterungen war bereits eine solide Basis für eine Grafschaft erreicht. Noch im 11. Jahrhundert kamen vom Utrechter Hochstift stammende Grafschaftsrechte durch Lehen für den Gau Teisterbant und in der Betuwe hinzu. Diese letzten Erweiterungen wurden um die Zeitwende zum 12. Jahrhundert durch die Übertragung der Vogteirechte für das Utrechter Marienstift einschließlich der Altarvogtei abgesichert. Diese Ausdehnung des Machtbereiches nach Nordwesten führte aber zeitweise zu Problemen mit den Grafen von Holland, die diese dortigen Territorien ebenfalls zu ihrem Einflussbereich zählten.
Ab 1118/1125 setzte sich die Bezeichnung „Grafen von Geldern“ endgültig durch, in dieses Jahr wird auch der Bau der ersten Burg Geldern datiert. Der Name ging nun von der Landschaft, der späteren Vogtei Gelderland, auf die Burg und auf die sich anschließend entwickelnde Siedlung Geldern über. Wassenberg ging bereits Anfang des 1107 als Heiratsgut an die Herzöge von Limburg, später dann an das Herzogtum Jülich. Spätestens mit dem Verzicht auf Wassenberg verlagerten die Grafen ihr Herrschaftszentrum in die Burg Geldern. Spätestens Anfang des 12. Jahrhunderts wurden die Grafen von Geldern Lehnsleute der Erzbischöfe von Köln. Von diesen erhielten sie die Vogtei des Neusser Quirinstifts, Gebiete im Bereich von Geldern und die westlich der Maas liegende Grafschaft Kempen und den Bereich Peel. Besonders die neuen Lehnsgebiete um Geldern ergänzten die Besitzungen in diesem Bereich und rundeten sie ab. Hinzu kamen noch Mitte des 12. Jahrhunderts urkundlich brabantische Lehen im Bereich Veluwe und Grafenrechte im östlich davon liegenden Salland.
Waren bis zu diesem Zeitpunkt die Erwerbungen weitgehend Übertragungen von Lehen und den zugehörigen Rechten gewesen, so bauten die Grafen ihre Rechte durch eigene Anstrengungen nun zunehmend auch selbst weiter aus. Durch Rodungen und Kultivierungen von Öd- und Sumpfland besonders im Bereich von Wassenberg, Geldern und dem bisher weitgehend unerschlossenen Reichswald wurde der nutzbare Allodialbesitz vergrößert. Durch Verheiratung der Töchter wurde über Vererbung der Besitz ebenfalls erweitert. Letzteres betraf besonders den Erwerb der Grafschaft Zutphen in der ersten Hälfte des 12. Jahrhunderts. Allerdings gingen über Vererbung durch das „Heiratsgut“ der Töchter auch Besitzungen wieder verloren. Letzteres betraf besonders das Gebiet des ursprünglich ersten Bereiches der Grafschaft Wassenberg. Dieses gelangte über die Heirat der Tochter Jutta (oder Judith) von Gerhard I. von Geldern Anfang des 12. Jahrhunderts bereits an die Grafschaft Limburg.
Während dieser ersten Phase für den Aufbau des geldrischen Territoriums lag der Schwerpunkt des Allodialbesitzes um die Zentren von Wassenberg und Geldern. Die Grafenrechte waren dagegen überwiegend weiter nördlich gelegen für Gebiete im Bereich der Mündung der Maas, der Waal und der Veluwe mit Salland. Durch den Fortfall der Gebiete um Wassenberg und das Erbe der Grafschaft Zutphen verschob sich damit insgesamt der Einflussbereich der Grafen von Geldern deutlich nach Norden. Dieser Einflussbereich war jedoch noch sehr heterogen und es gab noch keine weitgehend einheitliche Grafschaft Geldern mit einem in sich abgerundeten Territorialgebiet.

#### Zweite Phase bis zur Erhebung zum Herzogtum 1339
War in der ersten Phase das Hauptziel, den Einflussbereich möglichst stark zu erweitern, so wurde nun zunehmend die Arrondierung der eigenen Bereiche angestrebt. Durch die erworbenen Flusszölle war Geld zum gezielten Kauf von Herrschaftsrechten vorhanden. Unter den Grafen Otto II., Rainald I. und Rainald II. wurden sowohl einzelne Landgüter, Allodien, Burgen wie auch geschlossene Herrschaftskomplexe käuflich erworben. Durch Erbfall erwarb man zwar kurzfristig Ansprüche auf das Herzogtum Limburg, jedoch gingen diese durch die Schlacht von Worringen, bei der der amtierende Graf von Geldern zu den Verlierern gehörte, wieder verloren. Allgemein wurde nun außerhalb der Kernbereiche liegender Besitz wieder verkauft oder gegen Besitz innerhalb der Kernbesitzungen getauscht. Zusätzlich wurden kleinere bisher selbständige Herrschaftsbereiche durch Geldeinsatz in geldrische Lehen umgewandelt. Nachfolgend die wichtigsten Erwerbungen für Geldern in dieser Phase:
- von 1243 bis 1251 Teile der Herrschaft Krickenbeck
- 1251 Erwerb der Besitzungen um Groenlo und Bredevoort
- um 1250 Erwerb der Reichsrechte von Nijmegen
- 1255 Kauf des Goi bei Zelhem und Hengelo von Hermann II. von Lohn sowie von Gütern bei Lek und Lingen vom Marienstift in Utrecht
- 1256 Kauf der Allode Velp und Rijnwijk von der Abtei Deutz
- 1257 erneute Übernahme der Herrschaft Montfort, die zwischenzeitlich dem Bischof von Lüttich unterstanden hatte
- 1279 Erwerb der Herrschaft Kessel einschließlich der zugehörigen Burg
- 1326 erkannte Gottfried von Heinsberg die Lehnshoheit von Geldern über Varsseveld und Silvolde an, es folgte das gleiche für die Herrlichkeit Bredevoort
- 1331 Kauf der Herrschaft Beerenbroek mit dem Gericht Kapellen (bei Geldern), im gleichen Jahr wurden weitere Teile des Reichswaldes von Kleve erworben.[Anm. 1]
- 1339 wurden durch einen erzwungenen Tausch mit Brabant die Stadt Tiel und die Dörfer Zandwik und Heerewarden erworben, es folgte im gleichen Jahr der Rückerwerb der Vogtei Straelen und der Erwerb von Gennep

Neben den aufgelisteten Erwerbungen wurden im ersten Drittel des 14. Jahrhunderts diverse Gerichte, weitere Burgen, Zehnt-Leistungen durch Kauf oder über Pfand in den Herrschaftsbereich einbezogen. Besonders durch den Erwerb von Burgen und die Gründung von ummauerten und befestigten Städten kam es zur Entwicklung von Verwaltungs- und Wirtschaftszentren. Hierdurch konnten nun Ämter gebildet und eine Ämterverfassung eingerichtet werden. Es bildeten sich auch begüterte kleinere Herrengeschlechter in der Grafschaft Geldern, die häufig zumindest Teile ihres Besitzes als Lehen der Grafen von Geldern anerkannten. Zwangsläufig wurde dadurch der Einfluss der geldrischen Grafen als Obrigkeit größer. Durch diese Entwicklungen konnte bis Mitte des 14. Jahrhunderts von den Grafen von Geldern eine effektive Kontrolle ihres Herrschaftsbereiches erreicht werden. Weiterhin waren die Grundlagen für die Umwandlung von einer Grafschaft zu einem Herzogtum erreicht.

#### Dritte und letzte Phase als Herzogtum bis zum Verlust der Selbstständigkeit 1543
Nach der Erhebung von Rainald II. am 19. März 1339 in den Reichsfürstenstand und der Umwandlung der Grafschaft in ein Herzogtum hatte das Territorialgebiet bereits weitgehend seinen größten Umfang erreicht und stagnierte. Einige der Hauptgründe hierfür sind sowohl Probleme der Nachfolge, wenn kein männlicher direkter Erbe vorhanden war und die mehrmals zu Erbfolgekriegen führten oder Kriege mit anderen Herzogtümern oder auch interne kriegerische Auseinandersetzungen. Diese beanspruchten hohe finanzielle Mittel, besonders wenn die Auseinandersetzungen zu Ungunsten von Geldern ausgingen. Durch akute Finanznot bedingt wurden zeitweise häufiger Teilgebiete und Herrschaften verpfändet. Manchmal, wenn man die fällige Ablösung der Pfandschaft nicht durchführen konnte, führte dies zum endgültigen Verlust eines Pfandes.
Es kam zwar noch zu bemerkenswerten Erwerbungen, aber auch zu deutlichen Verlusten an Gebieten. Zu Ersteren gehören die Erwerbungen der Städte, Schlösser und Lande Born, Sittard und Susteren sowie der Herrschaft Cuijk 1400. Born, Sittard und Susteren wurden für 70.000 Gulden von „Johann von Salm“ gekauft. Bereits 1412 wurden aber Born und Sittard an „Wilhelm von Arken“ für 50.000 Gulden verpfändet und gelangten über letzteren und dessen Sohn Arnold von Egmond für längere Zeit an Geldern. Dagegen wechselte Susteren mehrmals die Zugehörigkeit von Geldern auf Jülich und umgekehrt. Cuijk blieb jedoch nicht sehr lange Bestandteil des Herzogtums Geldern.
Zu den größeren Verlusten gehörte die Abtretung von Emmerich mit Teilen der Liemers, der Vogtei Elten und Goch sowie des geldrischen Teils des Reichwaldes 1355 an die Grafschaft Kleve. Dieser Verlust war auf eine Verpfändung zurückzuführen, die Herzog Rainald III. im Krieg mit seinem Bruder Eduard zur Geldbeschaffung mit dem Grafen von Kleve abschloss.
Einer der Hauptwidersacher Gelderns war die Grafschaft bzw. das spätere Herzogtum Brabant. Anfangs konnte sich Geldern in den Auseinandersetzungen überwiegend durchsetzen. Später, vor allem als Brabant unter die Oberhoheit des Herzogtums Burgund geriet, änderte sich dies aber.
Der interne Verwaltungsaufbau im Herzogtum war bis Mitte des 14. Jahrhunderts weitgehend erfolgt. Über der Ebene der lokalen Ämter wurden vier Oberverwaltungszentren, die Leitung der sogenannten Quartiere (= Viertel) gebildet. Diese waren das südliche Oberquartier mit Roermond und Geldern, das nordwestliche Quartier Arnhem (Veluwe), das nördliche Quartier Nijmegen und das nordöstliche Quartier Zutphen. Mit diesem Aufbau einer funktionierenden Verwaltungsstruktur wurden aber auch die Einflussmöglichkeiten durch die Stände erleichtert.
Besonders in Krisenzeiten benötigten die Herzöge für die Erhebung von höheren Steuerbeträgen, durch die sogenannten Bede, eine Zustimmung von den Ständen. Besonders auffällig war die verstärkte Stellung der Stände im Herzogtum bei der Auswahl eines Nachfolgers für den verstorbenen letzten Herzog aus dem Adelshaus Jülich-Geldern, Rainald IV. Voraussetzung für die Wahl des noch minderjährigen Arnold von Egmond als Nachfolger war die Anerkennung erweiterter Rechte für die Stände für deren Einverständnis. Diese Zusagen für die Beteiligung der Stände an wichtigen Entscheidungen wurden zwar später häufiger von den amtierenden Herzögen unterlaufen. Dies führte dann zu internen Streitigkeiten, die eine optimale Amtsführung der Herzöge mehr oder weniger stark behinderte.
Unter der Führung der Herzöge aus dem Adelshaus Egmond begann sich bereits der Niedergang des Herzogtums als selbstständige Territorialmacht abzuzeichnen. Karl der Kühne, Herzog von Burgund und Brabant, nutzte die Auseinandersetzungen zwischen Arnold und seinem Sohn Adolf aus, eroberte 1473 das Herzogtum und wurde auch Herzog von Geldern. Dieser Übergang der Herzogsmacht auf Brabant wurde durch den Kaiser durch ein erbliches Reichslehen bestätigt. Ein weiteres Ergebnis dieses Machtverlustes waren die Gebiete, die Geldern 1355 an Kleve verpfändet hatte. Verbündeter Karls des Kühnen in diesem Krieg war der Herzog von Kleve. Dieser erhielt neben Geld nach dem siegreichen Ende diesen Pfanderwerb nun als rechtliches Eigentum von Geldern übertragen.
Diese erste Phase der Machtübernahme durch Burgund über Brabant durch Karl den Kühnen wurde durch dessen frühen Tod 1477 auf dem Schlachtfeld zwar relativ schnell beendet. Auch eine dauerhafte Vererbung von Geldern über Karls Tochter Maria von Burgund an deren Ehemann Maximilian von Österreich konnte vorerst noch verhindert werden. Durch aktive Unterstützung der Stände in Geldern wurde diese Machtübernahme durch die Habsburger von Herzog Karl von Egmond von 1492/93 bis 1538 nochmals unterbrochen.

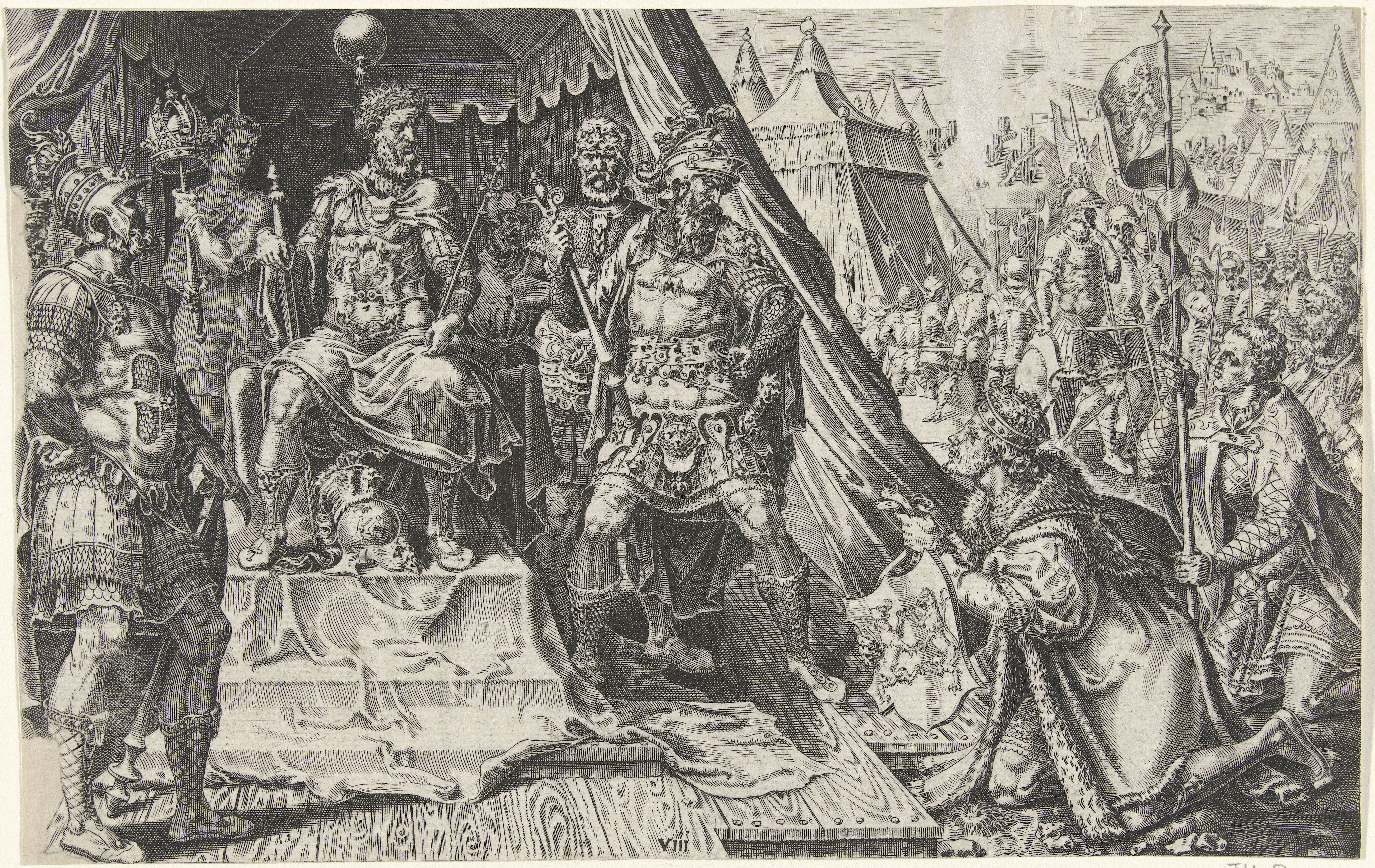
Herzog Wilhelm der Reiche unterwirft sich Karl V. demütig am 6. September 1543, Kupferstich von Dirck Volkertszoon Coornhert nach einer Zeichnung von Maarten van Heemskerck

Unter Vermittlung und auf Druck der Stände in Geldern übernahm nach dem Tod von Karl von Egmond 1538 Wilhelm der Reiche aus dem Adelshaus Jülich-Kleve-Berg, der als Erbe von Jülich-Geldern noch ein Anrecht auf die Nachfolge in Geldern besaß, das Herzogtum. Nach dessen verlorenem Krieg um Geldern mit Kaiser Karl V. musste Wilhelm aber 1543 im Vertrag von Venlo das Herzogtum Geldern an die Habsburger abtreten. Unter letzteren wurde Geldern ein Bestandteil der Spanischen Niederlande und war damit kein eigenständiges Herzogtum mehr.
Der Übergang von Herzog Wilhelm auf Herzog Karl V. wurde im Traktat von Venlo am 12. September 1543 rechtlich abgesichert. Mehr als siebzig Vertreter der Stände und der Ritterschaft aus den drei nördlichen Quartieren unterzeichneten mit diesem Vertrag mit Karl V. den Machtübergang. Da weiterhin 1568 der Achtzigjährige Krieg begann, der unter aktiver Beteiligung der drei nördlichen Quartiere von Geldern zur Bildung der Republik der Vereinigten Niederlande führte, war ein Aufleben eines eigenständigen Herzogtums Geldern praktisch nicht mehr möglich und es blieb bei dessen vorzeitigen Ende.

#### Zugehörigkeiten der Territorien des ehemaligen Herzogtums Geldern von 1648 bis 1815
Mit dem Westfälischen Frieden wurde 1648 die Selbständigkeit der Generalstaaten und die Abtrennung vom HRR rechtlich anerkannt. Nur die drei nördlichen Quartiere des ehemaligen Herzogtums waren Bestandteil dieser Generalstaaten. Das Oberquartier mit Roermond, Venlo und Geldern gehörte auch nach 1648 weiterhin zum Gebiet der Spanischen Niederlande.

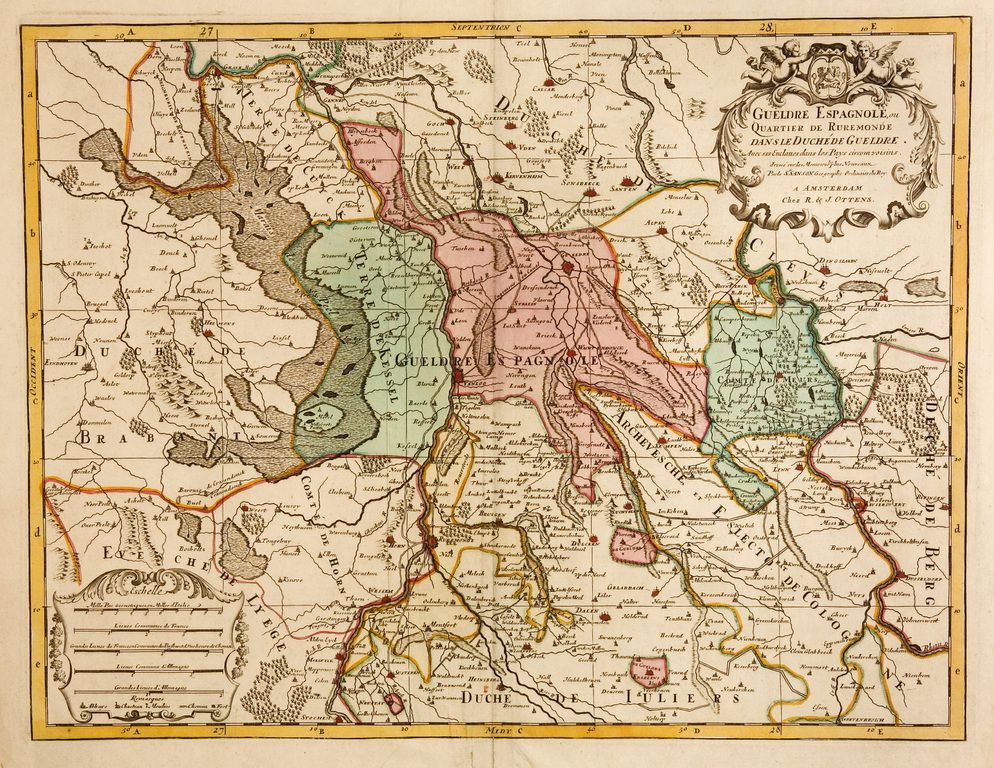
Oberquartier Geldern nach 1713

Nach dem Ende des Spanischen Erbfolgekrieges 1713 wurde das Oberquartier aufgeteilt. Preußen erhielt den nordöstlichen Teil mit den Ämtern Geldern, Kessel, Krickenbeck und Straelen sowie die Exklave Viersen. Venlo mit seinem näheren Umfeld, der Bereich Beesel und das Amt Montfort fiel an die Generalstaaten und der Rest mit Roermond gehörte zu Österreichisch Geldern. Die Exklave Erkelenz wurde dem Herzogtum Jülich zugeteilt.
Ab 1794 besetzten französische Revolutionstruppen weite Bereiche am Niederrhein und der Maas. Kurzzeitig wurde das Oberquartier mit dem Fürstentum Moers und dem linksrheinischen Gebiet des Herzogtum Kleve zum Arrondissement Geldern zusammengefasst. Am 31. August 1795 wurden hieraus das österreichische und das staatische Oberquartier wieder abgetrennt und zum Departement Niedermaas (französisch: Meuse-Inférieure) zusammengefasst. Rechtlich gehörte ab 1801 bis 1810 der „preußische Teil von Geldern“ mit dem linksrheinischen Teil des ehemaligen „Herzogtums Kleve“ Département de la Roer zu Frankreich.
Als Folge der vorübergehenden französischen Machtübernahme in diesem Bereich wurde im Januar 1795 aus den Generalstaaten die Batavische Republik als französischer Vasallenstaat gebildet, der am 5. Juni 1806 zum Königreich Holland umbenannt wurde. Per Dekret wurde dieser Staat am 9. Juli 1810 aufgelöst und von Frankreich annektiert. Ab 1810 bis 1814 wurden aus den drei ehemaligen Niederquartieren die französischen Départements Bouches-du-Rhin (deutsch: Departement der Rheinmündungen ab 1810) und Yssel-Supérieur (ab 1811) gebildet.
Es folgte nach dem Zusammenbruch und Ende des „Französischen Kaiserreiches“ als Ergebnis des Wiener Kongresses 1815 die Bildung des Königreiches der Vereinigten Niederlande aus den ehemaligen „Generalstaaten“ und den „Österreichischen Niederlanden“. Allerdings waren die Gebiete der ehemaligen vier „Quartiere“ zum Teil nicht mehr völlig deckungsgleich mit den neuen Niederländischen Nachfolgeprovinzen. Der ehemalige preußische Teil des Oberquartiers wurde praktisch halbiert, da die westliche Grenze mit den Niederlanden bis östlich der Maas verschoben wurde. Ein schmaler holländischer Streifen an der Maas (Entfernung eines Kanonenschusses) lag damit vor der westlichen preußischen Grenze. Der übrige und größere Teil des ehemaligen Oberquartiers, der nicht zu Preußen gehörte, wurde als neue Provinz Limburg Bestandteil der Niederlande.

### Allgemeine Geschichte

#### Bis zum Frühmittelalter
Geldern wurde ursprünglich von Menapiern bewohnt. Später wanderten Sigambrer und Bataver ein. Die einzelnen germanischen Stämme schlossen sich zu den Franken zusammen. Es bildete einen Teil des Königreichs Austrasien. Nach dem Untergang der karolingischen Monarchie gehörte das spätere Geldern zum Herzogtum Lothringen und kam durch den Vertrag von Meersen 870 an das Ostfrankenreich.
Geldern, ursprünglich als „Gelre“, „Gelera“, „Gelria“ oder „Gielra“ bezeichnet, wurde erstmals 812 als „Gelleron“ erwähnt. Es war damals die Bezeichnung für ein Landschaftsgebiet, das im Bereich der unteren Niers lag, und noch kein Ortsname. Lokale Herrscher in diesem Gebiet waren vor 1000 vom König ernannte Landvögte. Urkundlich nachweisbar ist bisher nur Megingoz von Geldern von 973 bis um 998, der zwar als „comes“ erwähnt wird, aber vermutlich nur dem niederen Adel angehörte. Dieser hatte Eigentum im Gebiet von Geldern und bei Bonn.
Vermutlich gehörten mindestens einige dieser Landvögte zur Familie der „Edelherren von Pont“, die auch Erbauer der ersten Wasserburg im Bereich von Geldern um 950 gewesen sein dürften. Diese Burg, wahrscheinlich im Bereich der Kreuzung zweier alter Straßen der Römer an einem Übergang der Niers angelegt, sollte den Verkehr zwischen Rhein und Maas absichern.

#### Mittelalter
In der zweiten Hälfte des 11. Jahrhunderts entwickelte sich im Bereich untere Niers und untere Maas eine Territorialgewalt; als erster Graf von Geldern gilt Gerhard III. Graf von Wassenberg (um 1096, benannt nach der Burg Wassenberg). Nach dem Stammvater der Adelsfamilie, Graf Gerhard I. Flamens, wird seine Familie auch als die Flamenses bezeichnet.
Als erster Graf von Geldern ist 1096 Graf Gerhard III. von Wassenberg urkundlich nachweisbar. Der Sohn Gerhard II. von Geldern lässt 1117 die ersten geldrischen Münzen (Arnheimer Dinare) prägen. Gerhards I. von Geldern Enkel, Heinrich I. († 1182), erbte 1179 die Grafschaft Zutphen mit der gleichnamigen Stadt Zutphen. Durch den Streubesitz in Friesland und Westfalen aus dem Zutphener Erbe, hatte dieser Graf viele Händel mit den Bischöfen von Lüttich, Münster und Paderborn. Da er gute Beziehungen zu Kaiser Barbarossa unterhielt, konnte er aber seinen Besitz weitgehend absichern und erhielt zusätzlich den Zoll zu Nijmegen.
In den folgenden beiden Jahrhunderten versuchten die Grafen und später Herzöge von Geldern das Territorium nach flandrischem Vorbild zu modernisieren. Darunter gehörte unter anderem die Abkehr vom niederen Adel, welcher mit den beauftragten Aufgaben auch immer höhere Belohnungen einforderten. Stattdessen berief der Graf bzw. später Herzog sogenannte Amtleute in den Dienst des Herrschers, deren Funktion insbesondere der eines Richters ähnelten. Ab dem späten 13. Jahrhundert traten zudem sogenannte Rentmeister auf, die für die Finanzen des Territoriums und den Landausbau entlang der Niederungen der großen Flüsse zuständig gewesen waren. Diese Ämter wurden jedoch ab dem 14. und 15. Jahrhundert, aufgrund von zunehmender Geldnot, verpfändet. In diese Zeit fällt auch die Einteilung der Quartiere.
Die Nachfolger Otto I. und Gerhard III./IV. vergrößerten diesen Besitz durch mannigfache Erwerbungen in den Landschaften Veluwe und Betuwe. Sowohl Otto I. wie auch Gerhard III./IV. regierten in der Zeit des Deutschen Thronstreites, in der im Juni 1206 die Schlacht bei Wassenberg stattfand. Otto I. unterhielt gute Kontakte zu dem späteren Welfenkaiser Otto IV. und wurde von diesem in seinem Streit mit Brabant und Utrecht um Veluwe unterstützt. Dagegen war Gerhard III./IV. Sympathisant von Philipp von Schwaben. Dies führte dazu, dass 1213 bis 1214 weite Bereiche von Geldern von Söldnern Otto IV. verwüstet und Roermond niedergebrannt wurden.
Otto II., der Lahme, befestigte mehrere Städte und bedachte sie mit bedeutenden Privilegien zur Hebung des Handels, auch erhielt er von Wilhelm von Holland 1248 den pfandweisen Besitz der Vogtei über die Reichsstadt Nijmegen.
Sein Sohn und Nachfolger Rainald I. erhob gegen Adolf V., Graf von Berg, Ansprüche auf das Herzogtum Limburg. Da aber Adolf V. seine Ansprüche an den Herzog von Brabant verkauft hatte, war Herzog Johann I. von Brabant der Hauptgegner von Rainald I. Im Zuge der Suche nach Verbündeten gegen den Brabanter verpfändete 1283 Rainald I. Schloss und Stadt Wassenberg an den Erzbischof von Köln. Weiterhin versicherte er sich im gleichen Jahr der Hilfe seines Schwagers, des Grafen Dietrich von Cleve, in dieser Fehde um das Herzogtum Limburg. Beide Bündnisse wurden mit einem schriftlichen Vertrag besiegelt. In den hieraus entstehenden kriegerischen Auseinandersetzungen kam es am 5. Juni 1288 zur Entscheidungsschlacht bei Worringen, in der allerdings sein Schwager, der Graf von Kleve, trotz Vertrag Rainald I. nicht unterstützte. Die Schlacht ging für Rainald I. verloren und er wurde gefangen genommen. Nur durch die Verzichtleistung auf alle Ansprüche auf Limburg konnte er seine Freiheit wieder erkaufen.
1310 erhielt er von dem späteren Kaiser Heinrich VII. für seine Besitzungen das Privilegium de non evocando, wodurch seine Untertanen von der Gewalt ausländischer Gerichte befreit wurden. Da er infolge einer in der Schlacht von Worringen erhaltenen Wunde gemütskrank war, erhob sich 1316 ein Aufstand in Geldern, an dessen Spitze sein Sohn Rainald II. stand. Derselbe bemächtigte sich 1320 des Vaters durch List und warf ihn ins Gefängnis, worin er 1326 starb. Städte erlangten im 13. Jahrhundert zunehmend an Bedeutung, insbesondere aufgrund der zunehmenden finanziellen Belastungen. So entstand ein herzoglicher Rat in der Regentschaftsregierung während der Minderjährigkeit von Reinald III. Jahrzehnte später im Jahre 1347, bestehend aus den wichtigsten Städten der jeweiligen Quartieren.
Rainald II. wurde 1339 von Kaiser Ludwig dem Bayern zum Herzog von Geldern erhoben und gleichzeitig mit Ostfriesland belehnt. Rainald II. galt während des Hundertjährigen Krieges zwischen den beiden Königreichen England und Frankreich als wichtiger Mittler zwischen den beiden Kriegsgegnern und dem Reich unter Kaiser Ludwig IV. Während seiner Amtszeit wurden die Grafschaft Kessel, der Bereich Tiel, die Herrschaft Heinsberg erworben und das Utrechter Oberstift durch Pfandnahme in das Herzogtum eingegliedert, erst 1347 konnte Bischof Johann IV. den Pfand wieder einlösen. Allerdings häufte Rainald II. eine große Schuldenlast an, die besonders durch seine Unterstützung der Engländer in deren Hundertjährigen Krieg mit Frankreich entstand.
Als Rainald II. 1343 starb, folgte ihm sein zehnjähriger Sohn Rainald III. unter Vormundschaft des Grafen Adolf II. von der Mark. Es bildeten sich zwei Parteien, die nach zwei vornehmen Familien benannt wurden: die Hekeren oder Heeckeren, an deren Spitze Herzog Rainald stand, und die Bronkhorsten, welche dessen Bruder Eduard anführte. Zunächst wurde eine nicht dauerhafte Friedenslösung zwischen den Streitparteien gefunden: mit der Hilfe einer Schiedskommission von zwei Adelsvertretern und acht Schöffen aus dem herzoglichen Hofrat wurde eine Befriedung des Landes beschlossen. In der Schlacht bei Tiel 1361 jedoch wurde Rainald besiegt und gefangen genommen; Eduard übernahm nun die Regierung, verlor aber in der Brabanter Fehde das Leben (1371).

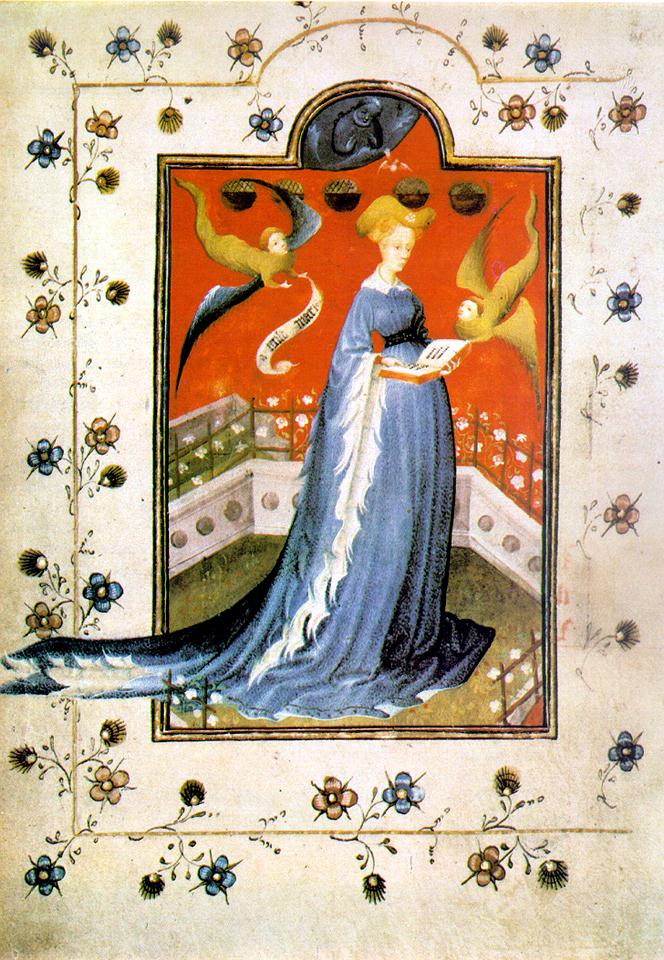
Stundenbuch der Maria d’Harcourt, Herzogin von Geldern, 1415

Jetzt wurde der bisher gefangen gehaltene Rainald III. wieder zur Regierung berufen, doch starb auch er noch im selben Jahr ebenfalls kinderlos. Während sich nun die Hekeren für Mathilde, Tochter Rainalds II. und Witwe des Grafen Johann von Kleve, erklärten, suchten die Bronkhorsten Wilhelm von Jülich, dem siebenjährigen Neffen Rainalds III., zur Regierung zu verhelfen. Dessen Vater, Wilhelm II. von Jülich, hatte die ehemalige Braut von Herzog Eduard von Geldern, Maria von Geldern, ebenfalls eine Tochter Rainalds II., geheiratet. Daraus entstand der Erste Geldrische Erbfolgekrieg, welcher erst 1379 zugunsten Wilhelms endete, der sodann 1383 von König Wenzel als Herzog Wilhelm I. von Geldern anerkannt wurde. 1393 fiel ihm auch das Herzogtum Jülich als Erbschaft zu; er starb 1402. Sein Bruder und Nachfolger Rainald IV., der von 1402 bis 1423 Herzog von Geldern war, musste die Stadt Emmerich einem früheren Versprechen zufolge dem Herzog von Kleve überlassen.

#### Zeit der Herzöge von Egmond
Da auch Rainald IV. 1423 kinderlos starb, übernahm die Regierung sein Großneffe Arnold von Egmond, für den sein Vater Johann von Egmond, Herr von Arkel, die Vormundschaft führte. Auch König Sigismund hatte 1424 diese Nachfolge bestätigt, doch schon 1425 widerrief er diese Bestätigung und setzte den Herzog Adolf von Berg und Jülich als Herzog von Geldern ein. Ein Prozess vor dem Konzil von Basel und ein langjähriger Krieg waren die Folge, da nun auch Arnold Ansprüche auf Jülich erhob. Es kam um den Hubertustag am 3. November 1444 zwischen Arnold von Egmond und Adolfs Erben, seinem Neffen Gerhard von Jülich und Berg zur Schlacht bei Linnich am heutigen Hubertuskreuz bei Linnich. Der Krieg endete schließlich damit, dass sich das Haus Egmond in Geldern und Adolfs Erben in Jülich behaupteten.
Herzog Arnold lag mit seinen Ständen, besonders denen von Nijmegen, in fortwährendem Hader, da er dem Lande drückende Steuern auferlegte. 1458/59 kam es zu einer Revolte der Landesstände und es bildete sich eine Verschwörung gegen Arnold. Von den vier Quartieren unterstützte nur noch das Oberquartier den Herzog. Seine eigene Gemahlin, die herrschsüchtige und gewalttätige Katharina von Kleve, und sein Sohn Adolf von Egmond nahmen an der Verschwörung teil. Anfangs gewann Arnold das Übergewicht und Adolf musste aus Geldern flüchten.
Durch Verrat bemächtigte sich 1465 Adolf des Vaters und hielt ihn auf Schloss Büren in harter Gefangenschaft und übernahm vorübergehend die Herrschaft. Karl der Kühne von Burgund benutzte die willkommene Gelegenheit, sich einzumischen, wozu ihm der allgemeine Unwille über Adolfs Grausamkeit den Vorwand bot. Er zwang Adolf zur Freilassung des Vaters und setzte ihn gefangen (1471). Der nun wieder amtierende Arnold verkaufte 1472 das Herzogtum Geldern für 92.000 Goldgulden an den Burgunder. Adolf erhielt indes nach dem Tod Karls des Kühnen (1477) die Freiheit wieder und wurde von den Gentern an die Spitze einer Partei gestellt, die eine Heirat zwischen Maria von Burgund und ihm erzwingen wollte; doch fand er bald darauf bei der Belagerung von Tournai seinen Tod.
Nun suchte zwar Katharina von Geldern, Adolfs Schwester, für dessen Sohn Karl die Regierung zu führen; doch vermochte sie sich gegen Maximilian von Österreich, auf den durch seine Vermählung mit Maria von Burgund, der Tochter Karls des Kühnen, die burgundischen Ansprüche übergegangen waren, nicht zu behaupten. Der Sohn Maximilians, Philipp der Schöne, nahm bis 1483 das Erbe von Karl dem Kühnen, die Territorien Flandern, Brabant und Geldern weitgehend in Besitz. Karl von Egmond wurde 1487 bei einer Schlacht zwischen den Truppen von Maximilian und den Franzosen von letzteren gefangen genommen und in Paris festgehalten. 1492 wurde Karl durch Zahlung von 80.000 Gulden, die die geldrischen Stände aufbrachten, durch Vermittlung von Graf Vincenz von Moers freigelassen. Karl, der seine Ansprüche nicht aufgegeben hatte, stellte nach seiner Freilassung mit französischer Unterstützung ein Heer auf und bemächtigte sich 1492 und 1493 wieder seines väterlichen Erbes.
Alle Versuche Maximilians, Geldern wieder zu erobern, waren vergeblich, und auch die niederländischen Statthalter, Erzherzog Philipp der Schöne und nachher Margarete von Österreich, vermochten nichts gegen Karl auszurichten, welcher 1507 in Brabant und Holland eindrang, 1511 Harderwijk und Bommel eroberte, 1512 vor Amsterdam erschien und 1514 Groningen und Arnhem einnahm. Zusätzlich kontrollierte er ab 1514 Friesland. Ab 1522 gehörte auch Drenthe und Overijssel zum Machtbereich von Karl von Egmond und Utrecht folgte noch ab 1527. Damit war er auf dem Höhepunkt seiner Macht und stand der burgundisch-niederländischen in nichts nach.

#### Neuzeit

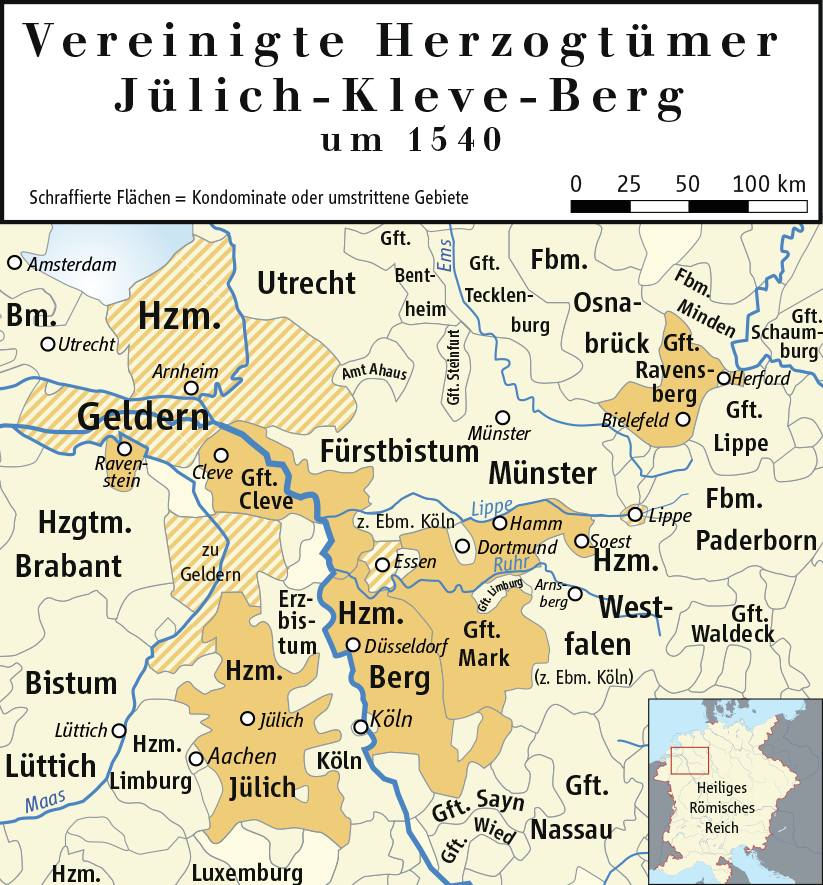
Die Vereinigten Herzogtümer Jülich, Kleve und Berg um 1540. Schraffiert die Vogtei Essen, das Kondominat Lippstadt und das 1538 ererbte Herzogtum Geldern mit der Grafschaft Zutphen

Erst ab 1528 wurde Karl von Egmond von Karl V. im „Vertrag von Gorkum“ gezwungen, Geldern und Zutphen als Reichslehen anzuerkennen. Zusätzlich musste er im Falle eines Todes ohne Erbfolger akzeptieren, dass diese Lehen an das Kaiserreich zurück fielen. In dem „Geheimvertrag von Grunsvoort“ 1534 übereignete er jedoch für jährliche Geldzahlungen sein Erbe im Todesfall an den König von Frankreich. Karl V. zwang ihn aber 1536 im „Vertrag von Grave“ diese letzte Vereinbarung zu widerrufen und den Vertrag von Gorkum zu bestätigen.
Trotzdem versuchte Herzog Karl weiterhin, sein Erbe Geldern an Frankreich zu bringen. Dem widersetzten sich die Stände aufs heftigste und nötigten ihn 1538 zur Abtretung des Landes an den Sohn des amtierenden Herzogs der Vereinigten Herzogtümer, Johann von Jülich-Kleve-Berg. Noch im demselben Jahr starb Karl und Wilhelm der Reiche wurde Herzog von Geldern, obwohl Karl V. gegen diese Amtsübernahme war. Mit den Franzosen verbündet, behauptete sich Wilhelm längere Zeit mit Glück. 1543 erschien aber Karl V. selbst am Niederrhein und zwang Herzog Wilhelm, ihm im Vertrag von Venlo vom 7. September Geldern abzutreten, das nun definitiv mit den habsburgisch-burgundischen Niederlanden vereinigt wurde.
Zutphen, die Quartiere Arnhem und Nijmegen und der nördliche Teil Obergelderns (Quartier Roermond) schlossen sich 1579 der Utrechter Union an. Das südliche Quartier Roermond (Amt Montfort und der geldrische Streifen von Erkelenz bis zur Maas) blieben unter spanischer Herrschaft. Die Spanier eroberten 1587 die Stadt Geldern, nachdem der in niederländischen Diensten stehende Gouverneur ihnen die Tore geöffnet hatte. Er war zuvor während eines Trinkgelages von einem niederländischen Offizier geohrfeigt worden. Bis 1590 hatten die Spanier Obergeldern weitgehend erobert. Damit war das Oberquartier praktisch ab diesem Zeitpunkt von seinen nördlichen geldrischen Quartieren abgetrennt und unterlag anderen machtpolitischen Einflüssen als die niederländischen Quartiere des ehemaligen Herzogtums Geldern.
Obwohl damit der Territorialbereich Herzogtum Geldern praktisch nicht mehr bestand, wurde im Bereich des Oberquartiers „á titre de Gueldre“ mehrfach der Gebietsumfang erweitert. Für den als „Spanisch-Geldern“ bezeichneten Teil der südlichen Niederlande wurden 1570 die Herrschaften Weert, Wessem und Nederweert unter Philipp II. konfisziert. Es folgte 1670 der Anschluss von über zehn weiteren Herrschaften, dabei waren die folgenden größeren Gebiete: „Dalenbroek“, Hamb, Hunsel, Kessenich, Myllendonk und Wickrath.
Entsprechend den unterschiedlichen Machtverhältnissen zwischen den ehemaligen Ober- und Unterquartieren wurden die königstreuen Mitglieder und die geldrische Rechnungskammer 1580/81 aufgefordert, ihren Sitz von Arnhem nach Roermond zu verlegen. Diese Abtrennung des Oberquartiers von den anderen Bereichen Gelderns wurde im Westfälischen Frieden 1648 formal bestätigt. Im Spanischen Erbfolgekrieg 1701 bis 1714 kam es zu weiteren kriegerischen Auseinandersetzungen, die auch das Oberquartier betrafen. Beispielsweise belagerten die Preußen 1703 die Festung Geldern und besetzten diese nach deren Kapitulation.
Nach Ende des Krieges kam das Oberquartier 1713 mit der Hauptstadt Geldern an Preußen, außer Venlo, das an die Generalstaaten, sowie Roermond, das mit einigen Nachbargemeinden als Österreichisch Geldern und den übrigen spanischen Niederlanden an Österreich fiel.
Im Frieden von Basel (1795) jedoch fiel ein Teil desselben und im Lunéviller Frieden (1801) das Ganze als Rur-Departement an Frankreich.
Beim Wiener Kongress (1815) wurde letztendlich das gesamte Rheinland Preußen zugesprochen. Ein Teil des ehemaligen Oberquartiers des Herzogtums Geldern gehörte dazu. Allerdings wurden die Gebiete westlich der Maas unter Berücksichtigung eines östlich parallel zu ihr verlaufenden schmalen Streifens an die Niederlande abgetreten.
Daraufhin wurde im Zuge der Preußischen Verwaltungsorganisation am 23. April 1816 der Kreis Geldern als einer von 29 Kreisen der Provinz Jülich-Kleve-Berg, die bald danach in der Rheinprovinz aufging, neugebildet.

### Reformation im Herzogtum
Im Gegensatz zu den östlichen angrenzenden Gebieten hatte die Reformation in Geldern bis etwa 1570 nur wenige Anhänger. Zwar führten die negativen Entwicklungen im Katholizismus auch hier zu Reformbewegungen, die jedoch überwiegend die Abstellung dieser Übelstände zum Ziel hatten. Derartige „Erneuerer“ waren beispielsweise Wilhelm Lindanus (1562–1588) und Aegidius de Monte (1570–1577).
Da sowohl die Obrigkeit, wie Herzog Karl von Egmond, weite Teile des Adels und auch die überwiegende Mehrheit der städtischen Oberhäupter am Katholizismus festhielten, blieb die Bildung reformierter Gemeinden und ihr Zulauf bis nach Mitte des 16. Jahrhunderts im Herzogtum relativ gering. 1529 wurde zudem eine herzogliche Verordnung erlassen, die gegen die „Lutherei“ gerichtet war.
Nach dem Wechsel von Herzog Karl von Egmond zu Herzog Wilhelm dem Reichen 1538 nahm der Widerstand der Obrigkeit gegen die Reformation vorübergehend etwas ab. Nach dem Wechsel zu Karl V. 1543 als Herzog von Geldern wurde jedoch die Unterdrückung umso größer. Bereits kurz nach dessen Machtübernahme erließ dieser am 28. September 1543 eine Verordnung „Gegen Wiedertäufer und Lutheraner“.
Dieser ständig anhaltende Druck bis fast zum Ende des 16. Jahrhunderts auf die Anhänger der Reformation führte bis zur Vertreibung und Protestanten flohen in die angrenzenden Herzogtümer, auch ins Herzogtum Kleve; dort häufiger nach Emmerich und Wesel.
Als Karl V. 1556 abdankte, wurden unter seinem Nachfolger als König von Spanien Philipp II. die Erblande der Habsburger geteilt. Die Burgundischen Niederlande wurden nun ein Teil von Spanien, gehörten aber weiter zum HRR. Weiterhin wurden die Kirchenprovinzen in Geldern 1559 unter Philipp II. neu gegliedert. Das Quartier Zutphen mit der nordöstlichen Veluwe wurde dem Bistum Deventer, das Gebiet um Arnhem dem Bistum Utrecht und das Gebiet um Nijmegen dem Bistum Roermond zugeteilt.
Ab Mitte des 16. Jahrhunderts verstärkten sich trotz der Unterdrückung die Aktivitäten der Calvinisten im Gebiet der heutigen Niederlande und Belgien. 1566 kam es an zahlreichen Orten in diesen Gebieten zu einem Bildersturm (Beeldenstorm). Philipp II. sandte daraufhin verstärkt Söldner in die Burgundischen Niederlande und unterdrückte in den von den Spaniern kontrollierten Gebieten mit brutalem Vorgehen den Zulauf zum Protestantismus. Das löste 1568 den Achtzigjährigen Krieg der Niederländer gegen Spanien aus.
Hierdurch kam es nun zu unterschiedlichen politischen Entwicklungen in den südlichen und nördlichen Gebieten des Burgundischen Reichskreises. Der südliche Teil, später weitgehend der Staat Belgien, und der nördliche Bereich, die aktuellen Niederlande, reagierten auf die despotische Herrschaft Philipps II. unterschiedlich. Während der Süden in der Union von Arras 1579 die Oberhoheit des Spaniers ausdrücklich anerkannten, strebten die nördlichen Gebiete in der Utrechter Union im Januar 1579 eine Loslösung von Spanien an. In der Plakkaat van Verlatinghe vom 26. Juli 1581 erklärten sie ihre Unabhängigkeit und die Absetzung Philipps II. als Souverän. Da sich damit der Norden von der Unterdrückung der protestantischen Bewegung im katholischen Süden abgrenzte, war eine stärkere Verbreitung des Protestantismus in diesen Gebieten wesentlich leichter möglich.
Ab 1572 bis 1600 bildeten sich zunehmend von Ost nach West in Geldern calvinistische Gemeinden. Einer der aktivsten Reformatoren in dieser Periode war Johannes Fontanus (1545–1615). Weiterhin wurde der politische und militärische Druck durch die Spanier am Niederrhein und im Bereich von Geldern immer größer und weite Teile dieses Gebietes wurden bis um 1585 von spanischen Truppen erobert. Gleichzeitig wurden die Protestanten in den von den Spaniern kontrollierten Gebieten verfolgt und durch die Inquisition teilweise auch hingerichtet.
Durch diese brutale Unterdrückung durch die Spanier verstärkte sich der Widerstand in der Bevölkerung im Bereich der Utrechter Union und besonders auch nördlich des Oberquartiers. Der Calvinismus erhielt nun einen immer größeren Zulauf. Erster Statthalter der Union war Wilhelm von Oranien, unter dem der Kampf mit Waffengewalt gegen die Spanier begann. Nach der Ermordung Wilhelms 1584 gelang es seinem Sohn und Nachfolger Moritz von Oranien als Statthalter, die Spanier weitgehend aus den Gebieten der Utrechter Union zu vertreiben.
Bereits am 29. Januar 1582 wurde in Zutphen und anderen Gebieten eine Verordnung erlassen, nach der der Calvinismus die einzige öffentlich zulässige Religion sei. Es folgte ab Ende des 16. Jahrhunderts in den nördlichen Gebieten die Beschlagnahme von „geistlich katholischen Besitzungen“.
Während in den drei Niederquartieren faktisch die Loslösung von Spanien durch die Kapitulation der spanischen Truppen 1591 in Zutphen und Nijmegen mit der Machtübernahme der Republikaner durch den Statthalter Moritz von Oranien vollzogen wurde, blieb das gesamte Oberquartier auch nach 1591 weiter unter spanischer und damit katholischer Kontrolle. Diese politisch unterschiedlichen Verhältnisse für den Süden von Geldern führte zwangsläufig auch zu einer unterschiedlichen Entwicklung, die auch die Zugehörigkeit der Bevölkerung zum Katholizismus oder den Übertritt zum Protestantismus betraf.
Die weitgehende Machtübernahme durch die Republikaner ab Ende des 16. Jahrhunderts in den Niederquartieren führte zwangsläufig zu einer weiter zunehmenden Verbreitung des Calvinismus in diesen Gebieten. Da bis 1620 fast alle geldrischen Städte der Niederquartiere durch staatische Truppen erobert waren, wurden die Katholiken nun dort als ein „politisches Risiko“ betrachtet. Praktizierter katholischer Glaube wurde unterdrückt und öffentlicher katholischer Gottesdienst war nur noch in den Kapellen des Adels möglich, soweit dieser Adel katholisch geblieben war. Mit einem Erlass des geldrischen Landtags vom 24. Juli 1651 wurde die Entlassung aller katholischer Beamter in den Gebieten der Republikaner verfügt.
Allerdings war die Situation in den von den Republikanern kontrollierten Gebieten nicht einheitlich hinsichtlich der Unterdrückung der Katholiken. Zum Beispiel wurde in der Grafschaft Culemburg, einem Gebiet westlich von Arnhem, der katholische Glaube geduldet und die Jesuiten erhielten 1628 sogar die Erlaubnis, sich hier niederzulassen.
Als mit dem Westfälischen Frieden 1648 auch rechtlich formal die staatliche Selbstständigkeit der Niederlande anerkannt wurde, endeten die Religionswirren in Geldern weitgehend. Trotzdem kam es auch im 18. Jahrhundert noch zu Spannungen zwischen Calvinisten und Katholiken, beispielsweise ab 1709 in der Herrschaft Werth bei Bocholt. Zu diesem Zeitpunkt wurde das Gebiet dieser Herrschaft dem Bistum Münster zugeordnet. Hierdurch kamen die örtlichen Reformierten in Schwierigkeiten und der Ortspfarrer floh nach Zutphen. Folge war ab 1719 eine erneute Unterdrückung des katholischen Glaubens in der Grafschaft Zutphen. Weiterhin folgte auf die Einführung des sog. „Offiziums Gregors VII.“ durch Papst Benedict XIII. die Verordnung der geldrischen Staaten vom 19. Oktober 1730, wodurch den katholischen Regulargeistlichen der Zugang in die Provinz verboten wurde. Allerdings durften die katholischen Ortsgeistlichen ihre Gemeinden weiterhin betreuen.
Durch die Gegenreformation konnte der Katholizismus ab Mitte des 17. Jahrhunderts in einigen Bereichen der ehemaligen Niederquartiere auch wieder stärker Anhänger gewinnen. Dies gilt besonders für den östlichen Teil von Zutphen im Bereich von Lichtenvoorde und Groenlo. Zwischen 1665 und 1674 wurde durch militärisches Eingreifen des Bischofs von Münster, Christoph Bernhard von Galen, mit Unterstützung der Franziskaner ein Teil der Bevölkerung wieder katholisch. Die vorübergehende französische Besetzung von 1772 bis 1773 der ehemaligen Niederquartiere führte ebenfalls zu einer Stabilisierung des katholischen Glaubens. Gleiches ergab sich bei der Bildung der Batavischen Republik 1795. Nun waren alle Religionen wieder gleichberechtigt und deren Mitglieder durften öffentliche Ämter ohne Einschränkung bekleiden. Ab 1796 folgte dann die Trennung von Kirche und Staat und damit das Ende der calvinistischen Staatskirche.
Im Gegensatz zum ehemaligen Oberquartier Roermond, in dem praktisch die gesamte Bevölkerung katholisch blieb, war nach Ende der politischen Umwälzungen in den Niederquartieren nur eine Mehrheit der Bevölkerung calvinistisch. Eine nennenswerte Minderheit war weiterhin katholisch, während die Lutheraner nur eine sehr kleine Minderheit bildeten. Bei einer öffentlichen Zählung in der Provinz Gelderland 1809 waren von gesamt 248.624 Bewohnern 153.494 Reformierte und immerhin 90.306 Katholiken.
Die praktisch ausschließliche Zugehörigkeit zum katholischen Glauben im Oberquartier galt auch für das ab 1713 „Preußische Geldern“. In einer Aufstellung von 1836 zur Religionszugehörigkeit der Bewohner im östlichen nach 1815 bei Preußen verbliebenen Teil betrug der Anteil der Katholiken 23.128 bei nur 287 Protestanten.

## Herrscher Gelderns aus dem Hause Wassenberg
(Aufzählung: Regentschaft von bis, Name, geboren/gestorben, Familie, etc.)

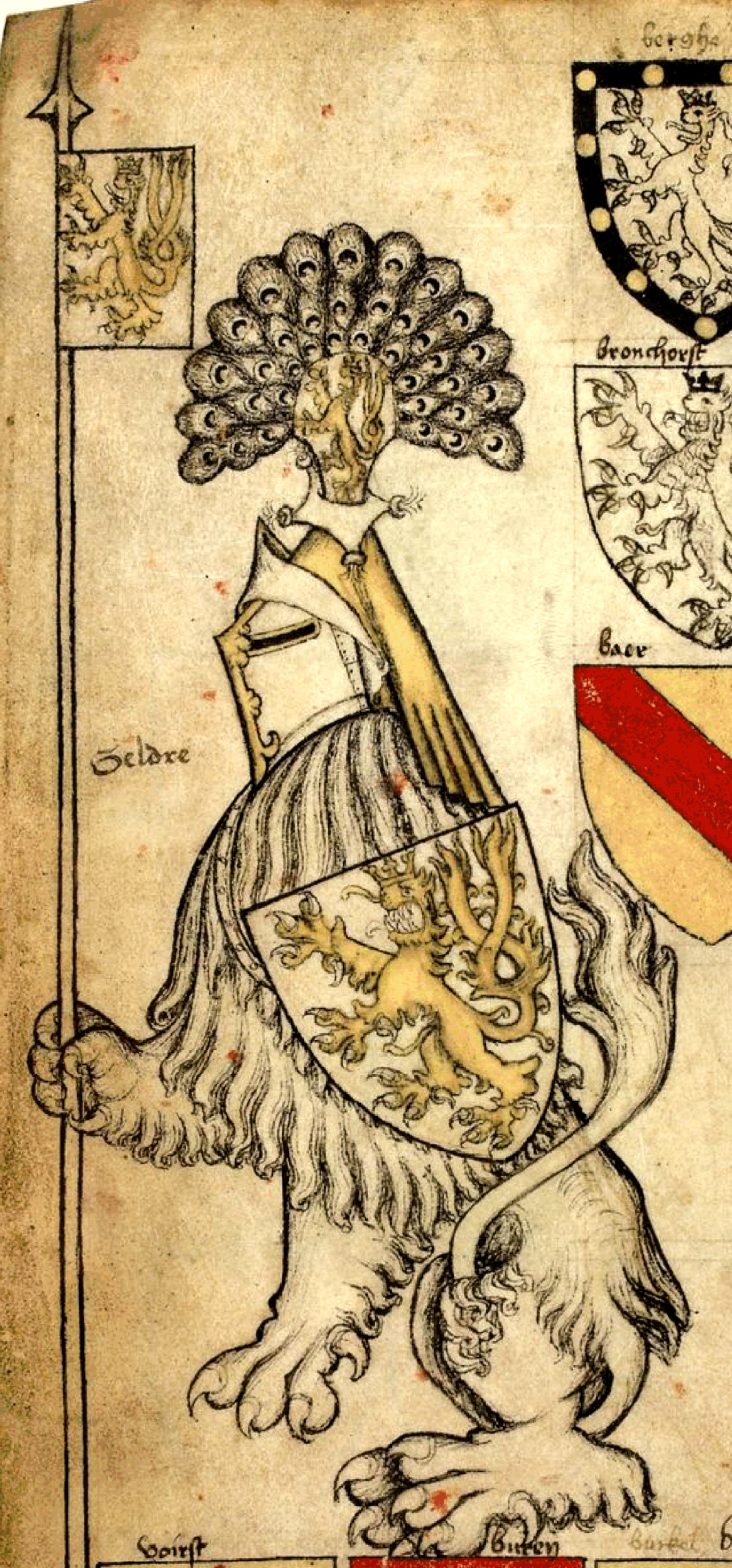
Wappen der Grafen von Geldern/Grafen von Wassenberg im Armorial Gelre, ca. 1380 (unvollständig koloriert)

- Karolinger
- Megingoz von Geldern

### Grafen von Geldern/Grafen von Wassenberg

#### Haus Wassenberg
- vor 1096–um 1129 – Gerhard I. (auch Gerhard III. von Wassenberg) (Graf von Geldern) (* um 1060; † um 1129)
- um 1129–um 1131 – Gerhard II. (der Lange) (Graf von Geldern) (* um 1090/95; † um 1131)
- um 1131–1182 – Heinrich I. (* um 1117; † 1182) (Vater von Gerhard III. (ältester Sohn und Mitregent) und Otto I.)
- 1182–1207 – Otto I. (* um 1150; † 1207) (jüngster Sohn von Heinrich I.)
- 1207–1229 – Gerhard IV. (* um 1185; † 1229)
- 1229–1271 – Otto II. (der Lahme) (* um 1215; † 1271) (Sohn Rainald I.)
- 1271–(1288) 1318 – Rainald I. (der Streitbare) (bis 5. Juni 1288 Schlacht von Worringen; 1310 Privilegium de non evocando; 1316 Aufstand) (* um 1255; † 1326)
- 1318/39–1343 – Rainald II. (der Rote / der Schwarze) (ab 1339 Herzog von Geldern, mit Ostfriesland belehnt) (* um 1295; † 1343) (Sohn Rainald III., Sohn Eduard, Tochter Mechtild (verheiratet mit Graf Johann von Kleve))

### Herzöge von Geldern und Grafen von Zutphen

#### Haus Wassenberg
- 1339–1343 – Rainald II. (der Rote) (* um 1295; † 1343) (s. o.)
- 1343–1361 – Rainald III. (der Dicke) (1343/44 unter Vormundschaft von Eleonore von England, Tochter von Eduard II. von England, Frau von Rainald II.) (* 1333; † 1371)
- 1361–1371 – Eduard (* 1336; † 1371) (jüngerer Bruder von Rainald III.)
- 1371–1371 – Rainald III. (der Dicke) (* 1333; † 1371) (s. o.)
- 1371–1379 – (Erbfolgekrieg)

#### Haus Jülich-Heimbach
- 1371–1402 – Wilhelm I. (1371–1377 unter Vormundschaft von Herzog Wilhelm von Jülich, seinem Vater) (anerkannt 1383 von König Wenzel als Herzog von Geldern) (* 1363; † 1402) (Neffe von Rainald III. und Eduard, sein Bruder war Rainald IV.) (durch Erbschaft 1393–1402 Herzog von Jülich)
- 1402–1423 – Rainald IV. (* um 1365; † 1423) (Bruder von Wilhelm I., starb kinderlos) (1402–1423 Herzog von Jülich)

#### Haus Egmond
- 1423–1465 – Arnold von Egmond (1423–1436 unter Vormundschaft von Johann II. von Egmond, Herr von Arkel) (* 1410; † 1473) (Großneffe (Enkel der Schwester) von Rainald IV., Sohn von Johann II. von Egmond, Herr von Arkel, Ehefrau Katharina von Kleve, Sohn Adolf, Enkel Karl, Tochter Katharina)
- 1465–1471 – Adolf von Egmond (* 1438; † 1477) (Sohn von Arnold, Sohn Karl)
- 1471–1473 – Arnold von Egmond (* 1410; † 1473) (s. o.)

#### Haus Valois (Burgundisch)
- 1473–1477 – Karl der Kühne (* 1433; † 1477) (1467–1477 Herzog von Burgund etc.)

#### Haus Egmond
- 1477–1477 – Adolf von Egmond (* 1438; † 1477) (s. o.)

#### Haus Habsburg (Burgundisch)
- 1477–1482 – Maria von Burgund (* 1457; † 1482) mit Erzherzog Maximilian von Österreich (* 1459; † 1519)
- 1482–1492 – Philipp I. der Schöne (* 1478; † 1506) (unter Vormundschaft von Maximilian I.)

#### Haus Egmond
- 1492–1538 – Karl von Egmond (* 1467; † 1538) (Sohn von Adolf, s. o.)

#### Haus Kleve-Mark
- 1538–1543 – Wilhelm (II.) der Reiche (* 1516; † 1592), 1539–1592 als Wilhelm V. Herzog von Jülich-Kleve-Berg

#### Haus Habsburg (Burgundisch-Spanisch)
- 1543–1555 – Karl V. (* 1500; † 1558)
- 1555–1581/98 – Philipp II. von Spanien (* 1527; † 1598) (1581 setzten die Generalstaaten Philipp II. ab, d. h. die Herrschaft des Herzogs von Geldern galt de facto nur noch über das Oberquartier)

ab hier Teilungen
- (Trennung in südlichen und nördlichen Teil durch niederländische Revolution (Generalstaaten))
- 1713 – Haus Hohenzollern

## Wappen

Das herzogliche Wappen Gelderns

Das Herzogtum Geldern hatte folgendes Stammwappen: In Blau ein zwiegeschwänzter rotbekronter, rotbezungter und rotbewehrter goldener Löwe. Auf dem Helm mit golden-roten Helmdecken als Helmzier ein das Schildbild wiederholendes, fächerartig mit silbernen Pfauenfedern bestecktes Schirmbrett auf einem roten Helmkissen mit silbernen Quasten an blauen Knoten.
Das ältere Wappen der Grafen von Geldern hingegen zeigte eine Geldernsche Rose, eine Mispelblüte, wie sie noch heute im unteren Teil des Wappenschildes von Goch zu sehen ist.

### Wappen mit dem geldrischen Löwen bzw. der Mispel (Rosengewächs)
Als Zeichen der Zugehörigkeit zu Geldern erscheinen die beiden Figuren in zahlreichen Kommunalwappen der deutschen Region Niederrhein und der daran angrenzenden niederländischen Provinzen Limburg und Gelderland, so zum Beispiel:

Stadt Erkelenz
Stadt Geldern
Stadt Goch
Stadt Viersen bis 1969
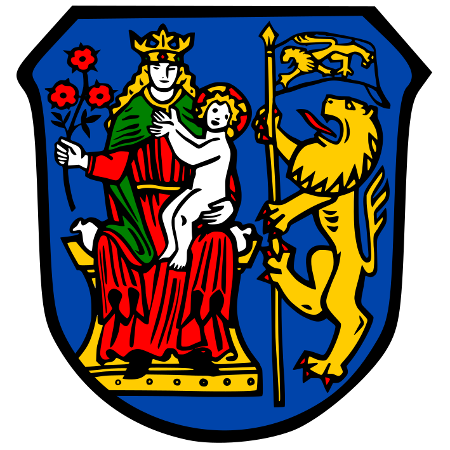
Gemeindeteil Brüggen-Bracht
Kreis Kleve
Kreis Viersen
Provinz Limburg (NL)
Provinz Gelderland (NL)
Stadt Roermond (NL)
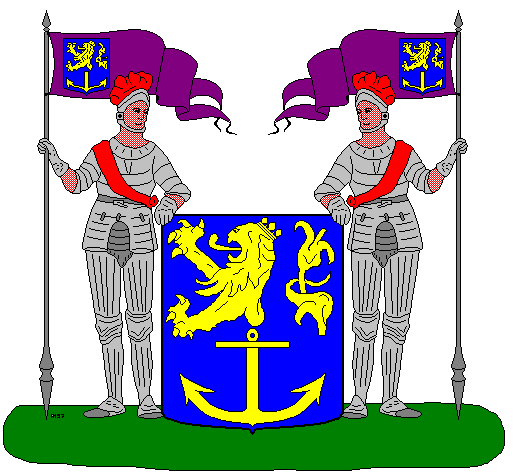
Stadt Venlo (NL)
Gemeinde Zutphen (NL)
Stadt Hattem (NL)

### Das Wappenbuch Gelre
Das Wappenbuch Gelre ist ein bedeutendes mittelalterliches Wappenbuch, es zeigt etwa 1800 Wappen. Es wurde im Auftrag von Herzog Wilhelm I erstellt.